# Giovanni Inghirami
Giovanni Inghirami (Volterra, 16 aprile 1779 – Firenze, 15 agosto 1851) è stato un presbitero e astronomo italiano.
Da lui prendono il nome una valle sulla Luna ed un cratere, il cratere Inghirami.

## Biografia
Nella sua famiglia si distinguono altri due studiosi: Tommaso (1470-1516) (un umanista), e Francesco (1772-1846), (un archeologo), fratello di Giovanni.
Ricevette la sua educazione nella città nativa al Collegio di San Michele, presso i padri scolopi. Entrò nell'ordine religioso a 17 anni e più tardi divenne professore di matematica e filosofia a Volterra, dove uno dei suoi allievi fu il futuro papa Pio IX. Nel 1805 viaggiò nel nord dell'Italia e fu impegnato per qualche mese in attività scientifica a Milano. Fu quindi chiamato a Firenze per coprire il doppio incarico di insegnante di matematica ed astronomia al Collegio degli Scolopi.
Le sue prime pubblicazioni furono articoli di idraulica, statica ed astronomia, tavole astronomiche e manuali di base in matematica, trigonometria e geografia. Nel 1830, dopo osservazioni prolungate per 14 anni, pubblicò, sotto il patronato del granduca Ferdinando III, una "Carta topografica e geometrica della Toscana" in scala 1:200,000.
Quando l'Accademia delle Scienze di Berlino intraprese la costruzione di un completo atlante astronomico, gli fu assegnata una sezione. Il suo lavoro in questo compito gli fece ottenere grandi elogi. Divenne in seguito provinciale e generale del suo ordine, ma la sua salute cagionevole ed il suo amore per la ricerca scientifica lo spinsero a rifiutare questo secondo incarico, che ne avrebbe richiesto il trasferimento a Roma, e ad accettare la posizione di vicario-generale. Ritornò a Firenze e, anche se quasi cieco, da alcuni molti anni, continuò l'opera di insegnante fino a pochi mesi prima della morte.

## Sue opere
- Carta geometrica della Toscana, Firenze, 1830
- Numerosi articoli pubblicati in the "Astronomische Nachrichten" e in Zach's "Monatliche Correspondenz zur Beförderung der Erd- u. Himmelskunde"
- "Collezione di opuscoli e notizie di Scienze" (4 volumi, Firenze, 1820-30)
- "Tavole Astronomiche universali portatili" (ibid., 1811)
- "Effemeridi di Venere e Giove ad uso di naviganti pel meridiano di Parigi" (ibid., 1821-24).
- Effemeridi dell'occultazione delle piccole stelle sotto la luna» (Firenze, 1809-1830)